# Overcome (album All That Remains)
Overcome – czwarty album studyjny amerykańskiej grupy muzycznej All That Remains.

## Lista utworów
1. "Before the Damned" – 2:53
2. "Two Weeks" – 4:17
3. "Undone" – 3:12
4. "Forever in Your Hands" – 3:36
5. "Chiron" – 4:24
6. "Days Without" – 3:11
7. "A Song for the Hopeless" – 4:15
8. "Do Not Obey" – 3:12
9. "Relinquish" – 2:51
10. "Overcome" – 2:38
11. "Believe in Nothing" – 4:23

## Twórcy
- Philip Labonte – śpiew
- Oli Herbert – gitara
- Mike Martin – gitara
- Jeanne Sagan – gitara basowa
- Jason Costa – perkusja
- Jason Suecof – produkcja